# Fondation russe pour la recherche fondamentale

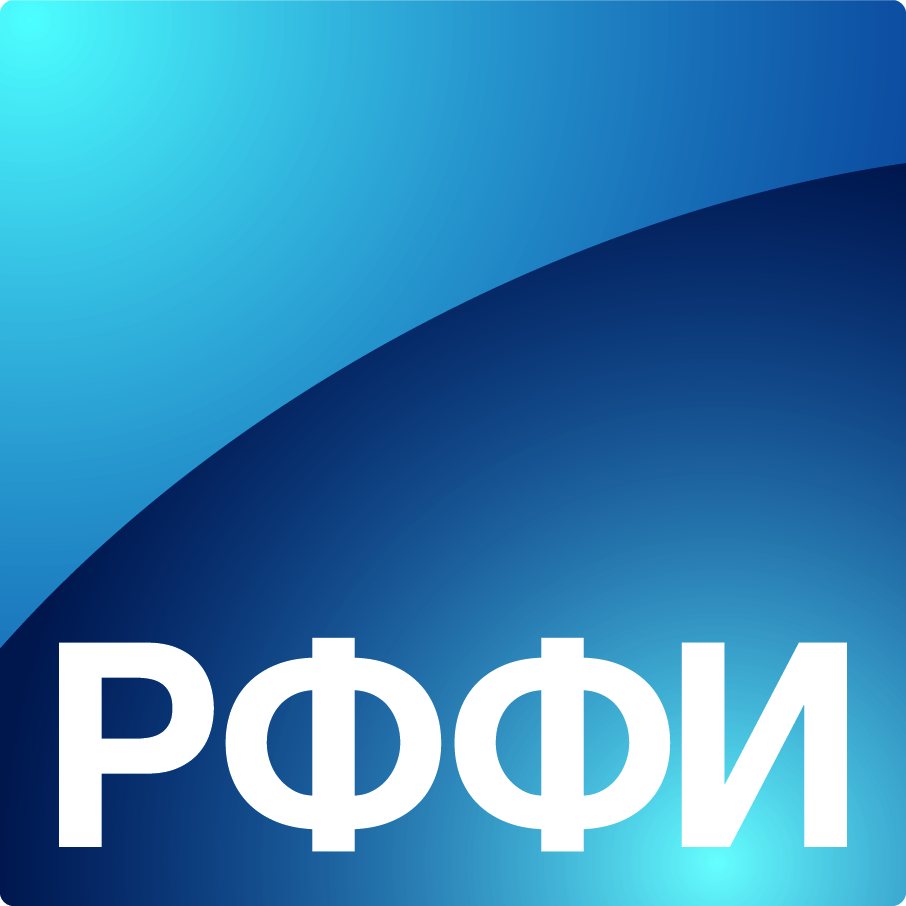
Emblème de la fondation.

La Fondation russe pour la recherche fondamentale (Росси́йский фонд фундамента́льных иссле́дований) (РФФИ, RFFI) est une organisation à but non lucratif sous la forme d'une institution fédérale administrée par le gouvernement de la fédération de Russie.

## Histoire

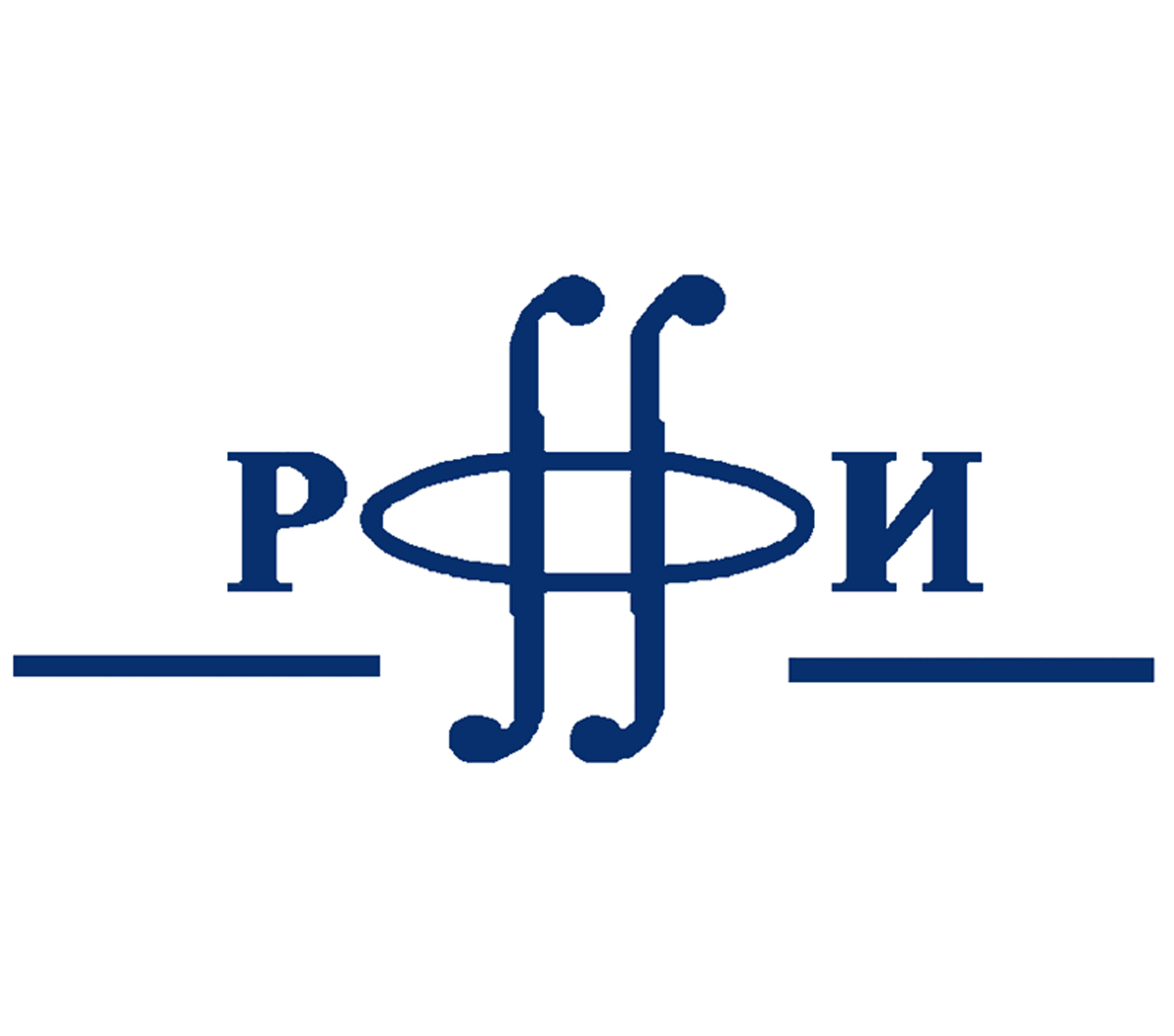
Premier emblème de la fondation.

La fondation russe pour la recherche fondamentale naît d'un décret du président de la fédération de Russie du 27 avril 1992 n° 426.
Le 29 février 2016, sur ordre du gouvernement russe, le fonds de subventions d'État de la Fondation humanitaire russe a été rattaché à la FRRF, et est devenu le Département des sciences humaines et sociales,, devenant le département des sciences humaines et sociales.
Environ 10 000 projets, menés par environ 50 000 scientifiques, ont été soutenus chaque année. Le budget du fonds était de 18 millions de roubles en 1993 et il était passé à 6,6 milliards de roubles en 2008. La plupart des fonds sont dépensés pour soutenir des initiatives dans certains domaines de la connaissance. Le reste est consacré aux compétitions internationales et régionales, ainsi qu'au développement de la base matérielle et technique .
En 2020, la réforme de la FRRF commence par la fusion avec la Fondation russe de la science, conformément à la réforme administrative annoncée par le Premier ministre Mikhaïl Michoustine le 23 novembre 2020.

## Missions
L'objectif déclaré de la Fondation est de soutenir les travaux de recherche dans tous les domaines de la science fondamentale, la promotion des qualifications scientifiques des scientifiques, le développement des contacts scientifiques, y compris le soutien à la coopération scientifique internationale dans le domaine de la recherche fondamentale.
Le financement de la Fondation provient du budget fédéral et des contributions volontaires d'organisations et de particuliers.
Au cours de son existence, la FRRF a soutenu plus de 200 000 scientifiques russes. Les bénéficiaires de ses subventions représentent plus de 30 % de tous les articles rédigés par des scientifiques russes dans des publications scientifiques étrangères réputées.

## Concours
La FRRF organise des concours de subventions pour les scientifiques russes afin qu'ils effectuent des recherches scientifiques fondamentales dans les domaines de connaissances:
1. mathématiques, informatique et mécanique (01);
2. physique et astronomie (02)[8],[9],[10];
3. chimie (03);
4. biologie et médecine (04)[11],[12];
5. sciences de la Terre (05);
6. sciences humaines et sciences sociales (06)[13];
7. informatique et systèmes informatiques (07);
8. sciences de l'ingénieur (08).

Types de concours de la FRRF:
- Projets d'initiatives scientifiques
- Développement de la base matérielle et technique de la recherche scientifique
- Organisation d'événements scientifiques russes et internationaux en Russie
- Projets d'édition
- Participation de scientifiques russes à des événements scientifiques internationaux à l'étranger
- Organisation des expéditions scientifiques
- Soutien aux jeunes scientifiques[14]
- Recherche fondamentale orientée
- Projets régionaux
- Articles scientifiques de vulgarisation
- Revues analytiques

En accord avec la FRRF et les principales organisations scientifiques étrangères, des concours internationaux conjoints sont organisés avec 40 organisations de 34 pays du monde.
Les candidatures sont soumises à la Fondation russe pour la recherche fondamentale via le système KIAS.

### Expertise
Toutes les décisions concernant les projets de soutien dans la FRRF sont prises sur la base des résultats de l'examen. Chaque candidature est soumise à un examen indépendant en plusieurs étapes à la FRRF. Après l'enregistrement, la demande est examinée par deux ou trois experts, travaillant de manière indépendante et anonyme. Un expert de la FRRF peut être un spécialiste faisant autorité reconnu de la plus haute qualification avec le diplôme universitaire de doktor nauk (docteur en sciences, généralement ou docteur à titre exceptionnel) parmi les scientifiques. Les scientifiques qui ont précédemment soumis des demandes à la FRFR pour des projets scientifiques d'initiative de financement ne peuvent être inclus dans la liste des experts que si ces demandes ont été satisfaites. Un scientifique ne peut être expert de la Fondation que six années consécutives au maximum. Cependant, après une pause d'un an, il peut à nouveau être impliqué dans l'examen. Au total, les experts de la Fondation comprennent plus de 2 000 personnes.
Après l'examen initial, ses résultats et les candidatures elles-mêmes sont soumis à la section du Conseil d'experts (cinq à quinze personnes), qui se voit attribuer de quatre à sept domaines scientifiques étroits dans ce domaine de connaissances. Les recommandations finales pour le Conseil de Fondation sont faites par le Conseil d'Experts (70-100 personnes).
La composition des conseils d'experts est approuvée par le Conseil de la Fondation pour trois ans. Les rapports scientifiques et financiers annuels sur les projets en cours et les rapports finaux sur les projets achevés font également l'objet d'un examen dont les résultats sont pris en compte lors de la prise de décisions sur la poursuite du financement des projets et lors de l'examen des candidatures ultérieures des mêmes auteurs.
Au total, au cours de l'année, la Fondation procède à environ 65 à 70 000 examens de candidatures pour tous les types de concours.

## Réforme de la Fondation
Le 23 novembre 2020, le président du conseil des ministres, Mikhaïl Michoustine, annonce la fusion imminente de la Fondation russe pour la recherche fondamentale avec la Fondation russe de la science (RNF).
Cette décision s'est heurtée à l'opposition de diverses personnalités célèbres du domaine scientifique, dont le Club du 1er juillet de l'Académie des sciences de Russie, qui s'est adressé au gouvernement de la fédération de Russie.